# Teresa Celli
Teresa Celli (nom de scène de Teresa Mara Levis), née le 3 juin 1923 à Dysart (en) (comté de Cambria, Pennsylvanie) et morte le 1er octobre 1999 à Lecanto (comté de Citrus, Floride), est une actrice et chanteuse américaine.

## Biographie
D'ascendance italienne, Teresa Celli apprend l'art lyrique et s'essaie à une première carrière de chanteuse d'opéra, avant de tenter brièvement une seconde carrière d'actrice. Elle contribue ainsi à sept films américains, depuis Incident de frontière d'Anthony Mann (1949, avec Ricardo Montalban et George Murphy) jusqu'à Le Grand Caruso de Richard Thorpe (1951, avec Mario Lanza dans le rôle-titre et Ann Blyth), où elle tient un petit rôle de chanteuse.
Ses cinq autres films sortent en 1950, dont La Main noire de Richard Thorpe (avec Gene Kelly et J. Carrol Naish), Quand la ville dort de John Huston (avec Sterling Hayden et Louis Calhern) et Cas de conscience de Richard Brooks (avec Cary Grant et José Ferrer).
Pour la télévision américaine, elle apparaît dans trois séries, Schlitz Playhouse of Stars (un épisode, 1952), Robert Montgomery Presents (en) (un épisode, 1953) et enfin Hudson's Bay (en)  (trois épisodes, 1959), après quoi elle se retire définitivement de l'écran.
En 1951, Teresa Celli épouse l'acteur Barry Nelson (1917-2005), dont elle divorce en 1965. Elle meurt en 1999, à 76 ans.

## Filmographie complète

### Cinéma
- 1949 : Incident de frontière (Border Incident) d'Anthony Mann : Maria
- 1950 : La Main noire (Black Hand) de Richard Thorpe : Isabella Gomboli
- 1950 : Voyage à Rio (Nancy Goes to Rio) de Robert Z. Leonard : une réceptionniste
- 1950 : Quand la ville dort (The Asphalt Jungle) de John Huston : Maria Ciavelli
- 1950 : Tourment (Right Cross) de John Sturges : Marina Monterez
- 1950 : Cas de conscience (Crisis) de Richard Brooks : Rosa Aldana
- 1951 : Le Grand Caruso (The Great Caruso) de Richard Thorpe : une chanteuse d'opéra

### Télévision
Séries
- 1952 : Schlitz Playhouse of Stars, saison 1, épisode 17 P. G.
- 1953 : Robert Montgomery Presents (en), saison 4, épisode 29 Tomorrow We'll Sing
- 1959 : Hudson's Bay (en), saison unique, épisode 12 The Prophet (Aneetka) de Sidney J. Furie, épisode 15 Sally McGregor (rôle-titre) de Sidney J. Furie et épisode 26 Retribution (Abby Lightfoot) de Sidney J. Furie